# مقاومة مدنية

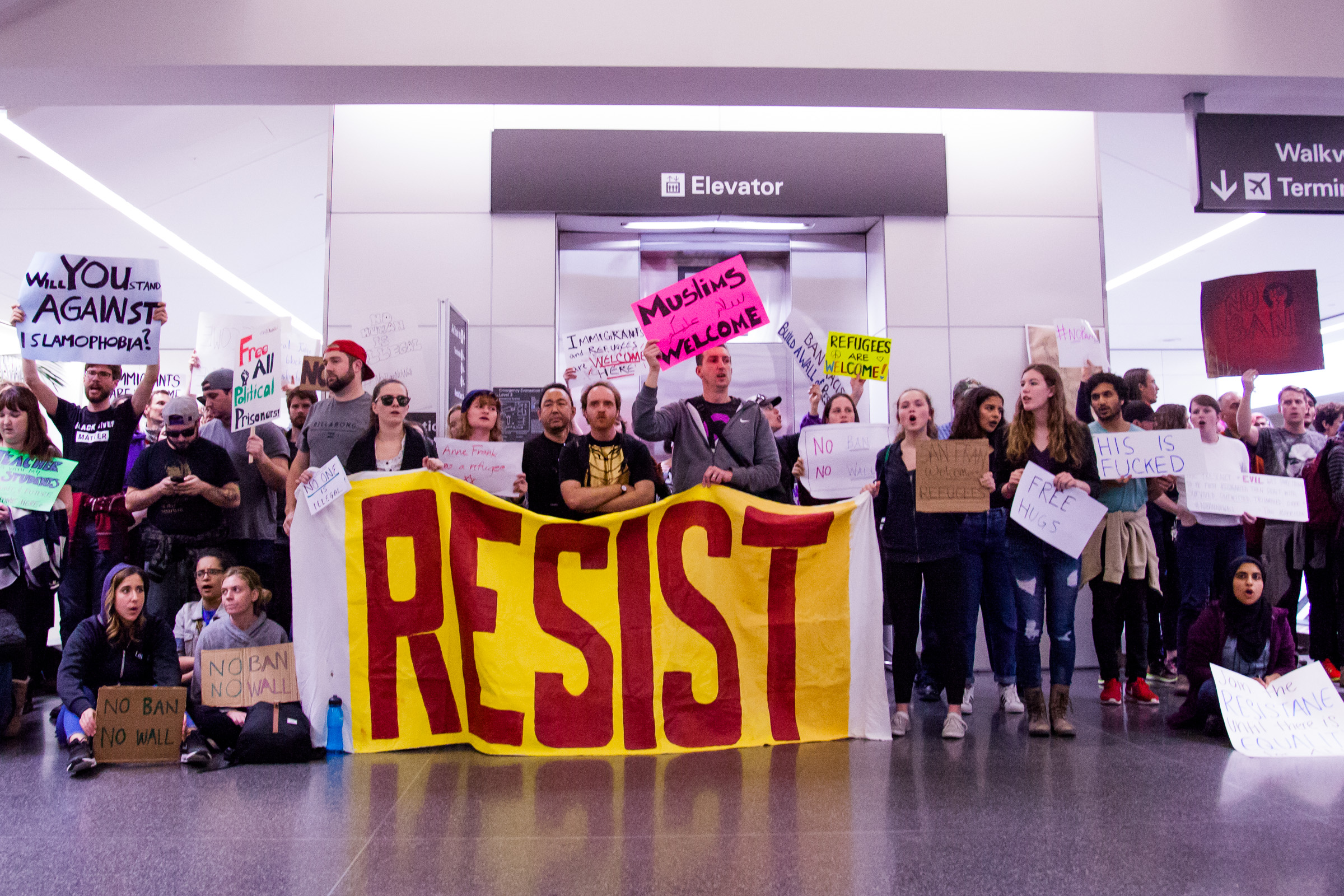
"ريسيست" علامة على الاحتجاج في مطار سان فرانسيسكو الدولي 29 يناير 2017

المقاومة المدنية هي عمل سياسي يعتمد على استخدام المقاومة السلمية من قبل الجماعات المدنية للطعن في قوة أو سياسة أو نظام معين. المقاومة المدنية تعمل من خلال نداءات للخصم والضغط والإكراه: يمكن أن تنطوي على محاولات منتظمة لتقويض مصادر خصم الخصم على الصعيدين المحلي والدولي وشملت أشكال العمل المظاهرات والوقفات الاحتجاجية والالتماسات؛ والإضرابات والبطء وحركات المقاطعة وحركات الهجرة؛ والاعتصامات والمهن وإنشاء مؤسسات موازية للحكومة وترتبط دوافع حركات المقاومة المدنية لتجنب العنف عموما بالسياق، بما في ذلك قيم المجتمع وخبرته في الحرب والعنف بدلا من أي مبدأ أخلاقي مطلق. حالات المقاومة المدنية يمكن العثور عليها عبر التاريخ وفي العديد من الصراعات الحديثة ضد كل من الحكام المستبدين والحكومات المنتخبة ديمقراطيا. وغالبا ما ترتبط ظاهرة المقاومة المدنية بالنهوض وبالديمقراطية.

## أمثلة تاريخية
. المقاومة المدنية ظاهرة طويلة الأمد وواسعة الانتشار في تاريخ البشرية. العديد من الأعمال على المقاومة المدنية تعتمد نهجا تاريخيا لتحليل الموضوع. وتشمل حالات المقاومة المدنية الناجحة وغير الناجحة ما يلي:
- دورمهاتما غاندي في حركة الاستقلال الهندية في الفترة من 1947 إلى 1947
- دور مارتن لوثر كينغ جونيور في حركة الحقوق المدنية في 1955-68
- جوانب حركة الحقوق المدنية في أيرلندا الشمالية في الفترة 1967-72
- ثورة القرنفل في البرتغال في 1974-5 ودعم الانقلاب العسكري في 25 نيسان 1974
- الثورة الإسلامية الإيرانية في 1977-1979 قبل ظهور الخميني للسلطة في فبراير 1979
- ثورة قوة الشعب في الفلبين في الثمانينيات التي أطاحت بالرئيس ماركوس
- والحملات ضد الفصل العنصري في جنوب أفريقيا وخاصة قبل عام 1961 وخلال الفترة من 1983 إلى 1994.
- التعبئة الجماهيرية ضد الحكم الاستبدادي في تشيلي بينوشيه، 1983-88
- مظاهرات ساحة تيانانمن عام 1989 في الصين
- والحركات المختلفة التي ساهمت في ثورات عام 1989 في أوروبا الوسطى والشرقية وانحلال الاتحاد السوفياتي في عام 1991
- الحملة ضد الهيمنة الصربية في كوسوفو 1990-1998 التي أعقبتها الحرب
- والثورات في صربيا في عام 2000 وجورجيا في عام 2003 وأوكرانيا في عام 2004 وكلها تنطوي على مقاومة ناجحة ضد حكومة قائمة رفضت الاعتراف بهزيمتها في الانتخابات وسعت إلى تزوير نتائج الانتخابات
- ثورة الأرز في لبنان في عام 2005 في أعقاب اغتيال رئيس الوزراء السابق رفيق الحريري في 14فبراير 2005 والدعوة إلى الانسحاب السوري من لبنان
- المظاهرات التي يقودها الطلاب والرهبان في ثورة الزعفران في بورما في عام 2007
- احتجاجات الانتخابات الرئاسية الإيرانية في عام 2009 بعد أدلة على التلاعب في الانتخابات في انتخابات يونيو 2009

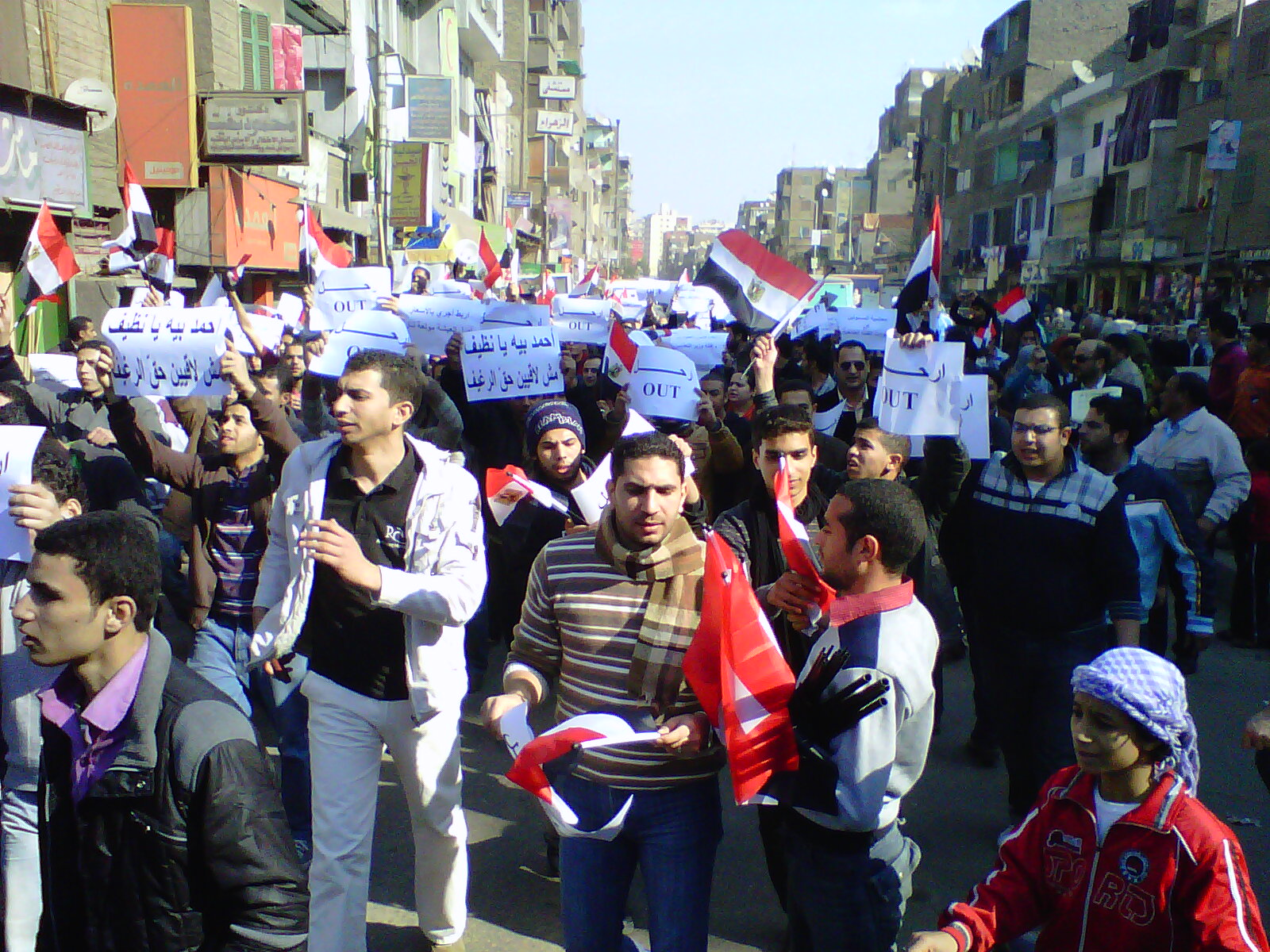
مصر 25 يناير 2011: مسيرات في القاهرة مع علامات "اخرج" على "يوم الغضب" ضد الرئيس مبارك. وفي 11 فبراير غادر منصبه.

- انتفاضات الربيع العربي في الشرق الأوسط وشمال أفريقيا التي بدأت في تونس في ديسمبر 2010 والناتج عن ذلك في عام 2011 في سقوط الحكام في تونس ومصر وليبيا واليمن. في بعض البلدان أعقبت الحروب حرب (الحرب الأهلية السورية والحرب في اليمن) أو بالعودة إلى الحكم العسكري كما في مصر في عام 2013 بعد الثورة المصرية عام 2011 مصر 25 يناير 2011: مسيرات في القاهرة مع علامات «يسقط» على «يوم الغضب» ضد الرئيس مبارك. وفي 11 فبراير غادر منصبه.
- احتجاجات منتزه غيزي بتركيا في عام 2013 في مواجهة خطط التنمية الحضرية وأيضا إلى التعديات الحكومية على حرية التعبير وعلى التقاليد العلمانية التركية
- المراحل الأولى من احتجاجات الأوروميدان في أوكرانيا في 2013-2014 مطالبين بتكامل أوثق مع دول الاتحاد الأوروبي، واستقالة الرئيس فيكتور يانوكوفيتش
- احتجاجات هونغ كونغ 2014 والمعروفة أيضا باسم «احتلوا الوسطى» و «حركة المظلة» ومعارضة الإصلاح الانتخابي في هونغ كونغ في الفترة 2014-2015 في منطقة هونغ كونغ الإدارية الخاصة.

ويمكن إدراج العديد من الحملات الأخرى الناجحة وغير الناجحة في قائمة أطول في عام 1967 أنتجت جين شارب قائمة من 84 حالة. وقد اتبع هذا مع مزيد من الدراسات الاستقصائية. في عام 2013 تأليف ماسيج بارتكوسكي قائمة طويلة من الحالات في السنوات ال 200 الماضية مرتبة أبجديا حسب البلد.

## الفعالية
وليس من السهل استحداث طريقة لإثبات النجاح النسبي لمختلف أساليب النضال غالبا ما تكون هناك مشاكل في تحديد حملة معينة على أنها ناجحة أو غير ذلك في عام 2008 قامت كلا من ماريا ج. ستيفان وإريكا تشينويث بعمل التحليل الأكثر شمولا وتفصيلا لمعدل نجاح حملات المقاومة المدنية بالمقارنة مع حملات المقاومة العنيفة بعد النظر في أكثر من 300 حالة من كلا النوعين من الحملات من 1900 إلى 2006 أنتهوا على أن «أساليب المقاومة اللاعنفية من المرجح أن تكون أكثر نجاحا من الأساليب العنيفة في تحقيق الأهداف الاستراتيجية». وأشارت مقالتهم على وجه الخصوص إلى أن «حملات المقاومة التي تجبر تحولات الولاء بين قوات الأمن والبيروقراطيين المدنيين من المرجح أن تنجح».
ومن ناحية أخرى يبدو أن الأدلة على العديد من انتفاضات عام 2011 توفر مسارات متباينة قد لا يتحقق فيها هذا المنطق مع انشقاقات في القوات المسلحة تساهم في حرب أهلية في ليبيا وسوريا وتحول في الولاء للقوات المسلحة في مصر التي لم تساهم في الإصلاح الديمقراطي الدائم. انتقادات للأطروحة المركزية لماذا تضمنت أعمال المقاومة المدنية:
1. إن صياغة الأحكام حول ما إذا كانت الحملة ناجحة أو فاشلة أمر صعب بطبيعته وقد تعتمد الإجابة على الإطار الزمني المستخدم وعلى الأحكام الذاتية بالضرورة حول ما يشكل نجاحا بعض قرارات المؤلفين حول هذا الموضوع قابلة للنقاش وتنشأ صعوبات مماثلة في تقرير ما إذا كانت الحملة عنيفة أو غير عنيفة عندما تتعايش الاستراتيجيات على أرض الواقع بعدة طرق.[10]
2. فالنظم التي تنتقل من الحكم الاستبدادي إلى الديمقراطية تميل إلى أن تكون غير مستقرة إلى حد كبير وبالتالي فإن النجاح الأولي للحركة قد يتبعه فشل أكثر عمومية.[11]
3. ولعله بوجه عام لا يؤخذ في الاعتبار على نحو كاف احتمال حدوث العنف في ظروف كثيرا ما تكون عنيفة وفوضوية مما يحد من احتمالات حدوث أي نتيجة ناجحة للعنف.[12]

## أسباب اختيار استخدام المقاومة المدنية

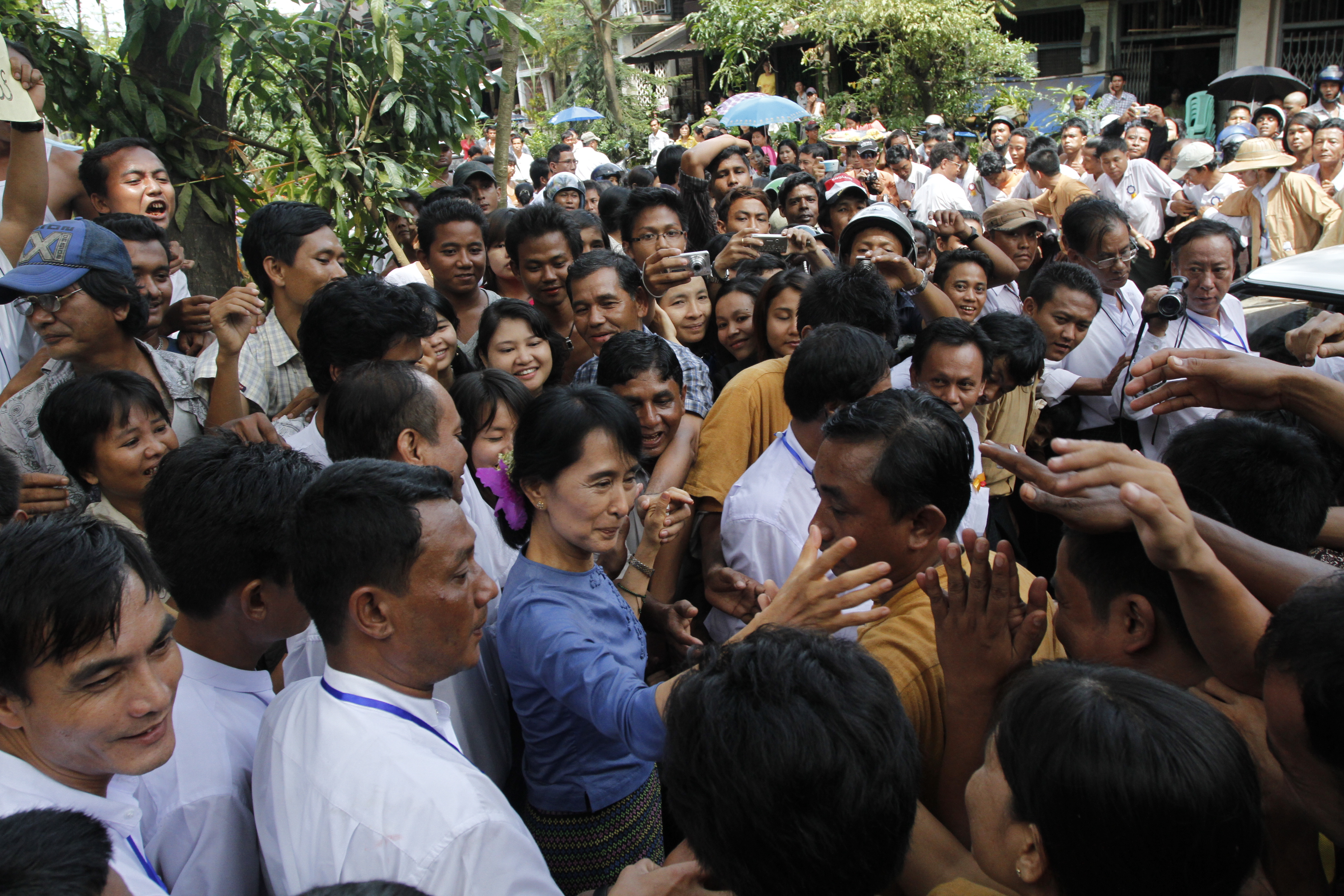
أون سان سو تشى الزعيم البورمي المؤيد للديمقراطية تحية مؤيدين من ولاية باغو بورما 14 أغسطس 2011. وقالت إنها جذبت إلى المقاومة المدنية غير العنيفة وليس على أسس أخلاقية ولكن «لأسباب سياسية عملية».

وقد حث بعض قادة نضالات المقاومة المدنية على استخدام أساليب غير عنيفة لأسباب أخلاقية في المقام الأول في حين أكد آخرون على الاعتبارات العملية وقد أشار البعض إلى أن هذين النوعين من العوامل يجب أن يؤخذا في الحسبان - وأنهما يتداخلان بالضرورة.
قدم مارتن لوثر كينغ جونيور في فصله عن «الحج إلى اللاعنف» وصفا متعدد الأوجه للعديد من الاعتبارات والخبرات والتأثيرات التي شكلت «فكرته الفكرية تجاه اللاعنف». وبحلول عام 1954 أدى هذا إلى الاعتقاد الفكري بأن «المقاومة اللاعنفية هي واحدة من أقوى الأسلحة المتاحة للمضطهدين في سعيهم لتحقيق العدالة الاجتماعية».
وفي إحدى محاضرات بي بي سي رايث التي بثتها أول مرة في يوليو 2011 صرحت أون سان سو تشى من حملة بورما المؤيدة للديمقراطية بأن «تعاليم غاندي بشأن المقاومة المدنية غير العنيفة والطريقة التي وضع بها نظرياته موضع التنفيذ تصبح جزءا من دليل العمل لأولئك الذين سيغيرون الإدارات الاستبدادية بالوسائل السلمية وقد اجتذبت إلى طريق اللاعنف ولكن ليس على أسس أخلاقية كما يعتقد البعض فقط على أسس سياسية عملية».

## العلاقة مع أشكال أخرى من السلطة
وتشير تجربة المقاومة المدنية إلى أنها يمكن أن تحل على الأقل جزئيا أشكالا أخرى من السلطة. وقد رأى البعض أن المقاومة المدنية تقدم ربما بديلا كاملا لسياسات القوة وتتمثل الرؤية الأساسية في أساليب غير عنيفة تحل محل القوة المسلحة في كثير من أشكاله أو كلها.
وقد حذر العديد من الكتاب بينما كانوا يتشاطرون رؤية المقاومة المدنية مع التغلب التدريجي على استخدام القوة من وجهة نظر ضيقة للغاية من العمل غير العنيف وعلى سبيل المثال أشار جوان بوندورانت وهو متخصص في فلسفة غاندي للنزاع إلى القلق بشأن «العنف الرمزي من أولئك الذين ينخرطون في صراع مع التقنيات التي على الأقل ينظرون إلى اللاعنف». ورأت غانديان ساتياغراها كشكل من أشكال «الصراع الإبداعي» و «على النقيض من العنف والأساليب ليست عنيفة أو مجرد العنف»
ومن الصعب عموما عمليا الفصل بين استخدام المقاومة المدنية والاعتبارات السياسية - السياسية بمختلف أنواعها. أحد الجوانب التي تواجهها هذه المشكلة في كثير من الأحيان هو أن الأنظمة التي تواجه المعارضة التي تتخذ شكل مقاومة مدنية غالبا ما تطلق هجمات لفظية على المعارضة من حيث المصطلحات التي تهدف إلى اقتراح أن المقاومة المدنية هي ببساطة جبهة لقوى أكثر شريرة. وقد تعرض للهجوم في بعض الأحيان كما هو مخطط لها وتوجيهها من الخارج، كما ترتبط ارتباطا وثيقا بالإرهاب، الإمبريالية والشيوعية وما إلى ذلك وكانت القضية الكلاسيكية الاتهام السوفياتي أن ربيع عام 1968 براغ والمقاومة المدنية بعد الغزو الذي قاده السوفياتي في أغسطس 1968 كانت نتيجة للمكائد الغربية. وبالمثل اتهم الرئيس السوري بشار الأسد في مارس 2011 «أعداء» باستخدام «أدوات متطورة جدا» لتقويض استقرار سوريا؛ ووصف الرئيس الروسي فلاديمير بوتين في خطابه في عام 2014 الأحداث في أوكرانيا والدول العربية بأنها تأثرت بالأجانب. وكثيرا ما تقدم هذه الاتهامات بالتورط الشرير السياسي دون أدلة مقنعة.
ويمكن أن تكون هناك صلات أكثر معقولية بين المقاومة المدنية وأشكال القوة الأخرى. وعلى الرغم من أن المقاومة المدنية يمكن في بعض الأحيان أن تكون بديلا عن أشكال القوة الأخرى فإنها يمكن أن تعمل أيضا بالاقتران معها. هذا الاقتران هو أبدا خالية من المشاكل. وقد حدد مايكل راندل صعوبة أساسية فيما يتعلق بالاستراتيجيات التي تسعى إلى الجمع بين استخدام أساليب عنيفة وغير عنيفة في الحملة نفسها: «إن المشكلة الواضحة بشأن توظيف إستراتيجية مختلطة في سياق النضال الفعلي هي أن ديناميات الجيش والمقاومة المدنية في بعض المستويات متعارضة تماما مع بعضها البعض». ومع ذلك، فإن الصلات بين المقاومة المدنية وغيرها من أشكال السلطة لا تقتصر على فكرة«إستراتيجية مختلطة». ويمكن أن يفرضوا أشكالا كثيرة. ويمكن التعرف هنا على ثماني طرق يمكن من خلالها للمقاومة المدنية أن ترتبط في الواقع بأشكال أخرى من السلطة مع أمثلة في كل حالة:
1. المقاومة المدنية غالبا ما تكون استجابة للتغيرات في مجموعات الطاقة. وكثيرا ما كان قادة حملات المقاومة المدنية على وعي تام بالتطورات السياسية - السياسية المحلية والدولية على السواء.[21] في بعض البلدان كان هناك نمو في المعارضة المدنية بعد وربما جزئيا بسبب الاضطرابات السياسية الداخلية أو الاستعمارية للدولة الاستعمارية أو النكسات في الحرب: على سبيل المثال كان هذا عاملا رئيسيا في النضال الفنلندي من 1898-1905 ضد السيطرة الروسية.[22] وفي بلدان أخرى أدت المشاكل التي تواجهها قواتها المسلحة سواء ضد الجيوش التقليدية أو الميليشيات دورا في تطوير المقاومة المدنية: وعلى سبيل المثال في ثورة قوة الشعب في الفلبين في الفترة 1983-1983 [23]
2. وكثيرا ما تؤدي حملات المقاومة المدنية إلى حالة من الجمود الجزئي تعتبر فيها المفاوضات بين المقاتلين المدنيين وأولئك الذين يشغلون مناصب السلطة الحكومية أمرا أساسيا. وبالتالي، كانت «محادثات المائدة المستديرة» ذات أهمية حاسمة في نضال الاستقلال الهندي حتى عام 1947 في حملة التضامن في بولندا حتى عام 1989 وفي أوكرانيا في عام 2004.[24]
3. العلاقة بين المقاومة المدنية والانقلاب العسكري يمكن أن تكون متعددة الأوجه على وجه الخصوص في بعض الحالات كانت حملة المقاومة المدنية استجابة فعالة للانقلاب العسكري.[25] وفي حالات أخرى يمكن أن تنجح الحملة في تحقيق هدفها النهائي وعلى سبيل المثال إزالة نظام يكره فقط عندما يكون هناك واقع أو خطر انقلاب عسكري لتحقيق التغيير المنشود. وهكذا فإن الأزمة البوذية في عام 1963 في جنوب فيتنام حملة مقاومة مدنية طويلة ضد الحكومة أسفرت عن تغيير فقط عندما انقلاب الجيش الفيتنامي الجنوبي في 1-2 نوفمبر 1963 أطاح بالرئيس نجو دينه ديم.[26] في مصر في يونيو- يوليه 2013دعت حركة مقاومة مدنية في الواقع إلى انقلاب عسكري: طالب المتظاهرون السلميونوعريضة تدعمها ملايين التوقيعات باستبدال حكومة الإخوان المسلمين المنتخبة ووفرت درجة من الشرعية الثورية للجيش الاستيلاء على السلطة في 3 يوليه 2013.[27] كانت حملة واحدة على الأقل من العنف، وهي ثورة القرنفل في البرتغال في الفترة 1974-1975 تدعم الانقلاب العسكري الذي حدث بالفعل: ساعدت هذه الحملة على توجيه البرتغال في اتجاه ديمقراطي.[28]
4. ويمكن النظر إلى بعض الحملات غير العنيفة على أنها مضايقة للعنف أو غير مقصودة. وقد يعقبها ظهور جماعات تستخدم القوة المسلحة أو التدخل العسكري من خارج الإقليم المعني ويمكن أن يحدث ذلك على سبيل المثال إذا اعتبروا (أ) على أنه فشل أو (ب) قمعوا بعنف شديد أو (ج) نجحوا في إزالة نظام ما ثم تركوا فراغ السلطة في مكانه. وحدثت عمليات النوعين الأولين من هذا النوع وعلى سبيل المثال في أيرلندا الشمالية في الفترة 1967-72 وفي كوسوفو في التسعينات.[29] وتشمل عمليات النوع الثالث التي تنطوي على بعض أشكال فراغ السلطة، ليبيا اعتبارا من عام 2011 فصاعدا واليمن اعتبارا من عام 2012 فصاعدا.[30] إن إمكانية حدوث مثل هذه التطورات يمكن أن تكون حافزا على الحكومة للمساومة مع حركة غير عنيفة قبل أن تخرج الأمور عن متناول اليد. ومع ذلك، في عدة بلدان في الشرق الأوسط وشمال أفريقيا في عام 2011 وبعده أعقبت حملات من قبل حركات المقاومة المدنية الصراع الداخلي العنيف والحرب الأهلية في كثير من الأحيان مع إشراك قوى خارجية: سوريا هي القضية الأكثر مأساوية.[31] فاتسلاف هافيل مثال على المقاومة المدنية في السنوات التي سبقت ثورة المخمل عام 1989. وفي أبريل 1991 أشاد بحلف الناتو العسكري، بوصفه رئيسا لتشيكوسلوفاكيا في مرحلة ما بعد الشيوعية؛ وفي 12 مارس 1999 انضمت الجمهورية التشيكية (مع هافيل كرئيس) إلى التحالف. وينظر إليه هنا في 26 سبتمبر 2000. الصورة: بـ صندوق النقد الدولي

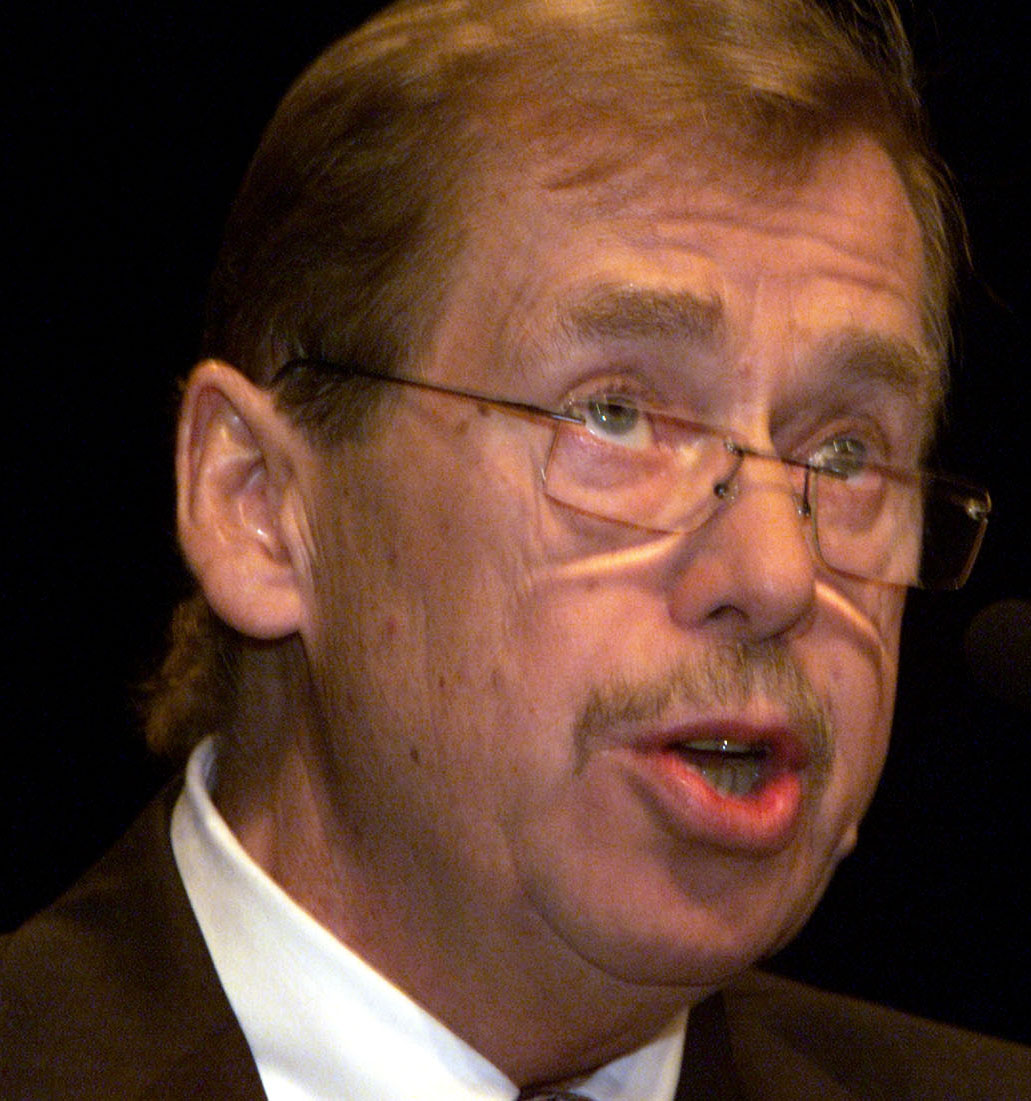
فاتسلاف هافيل مثال على المقاومة المدنية في السنوات التي سبقت ثورة المخمل عام 1989. وفي أبريل 1991 أشاد بحلف الناتو العسكري، بوصفه رئيسا لتشيكوسلوفاكيا في مرحلة ما بعد الشيوعية؛ وفي 12 مارس 1999 انضمت الجمهورية التشيكية (مع هافيل كرئيس) إلى التحالف. وينظر إليه هنا في 26 سبتمبر 2000. الصورة: بـ صندوق النقد الدولي

5. كما كانت هناك بعض حالات استخدام القوة من قبل حركات المقاومة المدنية سواء ضد خصومها أو الحفاظ على الانضباط الداخلي. وعلى سبيل المثال في 2 فبراير 2011 في النضال المصري السلمي عموما ضد الرئيس مبارك قامت بعض الجماعات بين الحشود في ميدان التحرير بالقاهرة باستخدام أشكال معينة من القوة لغرض دفاعي عندما هاجمهم البلطجية الموالين للنظام الذين كانوا يركبون على الخيول والجمال.[32] في الأيام اللاحقة عادت الحشود في ميدان التحرير إلى استخدام أساليب غير عنيفة.
6. وقد سعت بعض حركات المقاومة المدنية أو رحبت إلى توفير قدر من الحماية المسلحة لأنشطتها. وهكذا، في حركة الحقوق المدنية الأمريكية في الستينيات، تلقت حركة الحرية في مايو 1961 التي عارضت بعنف حماية مسلحة لجزء من رحلتها الخطرة.[33] وسلما إلى مونتغمري في مارس 1965 نجحت فقط في الوصول إلى مونتغمري ألاباما في المحاولة الثالثة عندما كانت محمية من قبل القوات والوكلاء الاتحاديين.[34]
7. وقد تتوقف بعض حملات المقاومة المدنية على وجود حيز دفاعي عسكريا، وإن مثالا منقذا للحياة على مقاومة مدنية فعالة تمكن الناس المهددين من الوصول إلى الفضاء المدافع حدث مع إنقاذ اليهود الدانماركيين في عام 1943 عندما كان الآلاف من اليهود متحمسين من الدنمارك التي تحتلها ألمانيا وعبر امتداد ضيق من البحر إلى السويد.[35]
8. وعندما توصل قادة حتى أكثر الحركات غير العنيفة حتما إلى السلطة في بلدانهم قبلوا عموما استمرار وجود القوات المسلحة وغيرها من الترتيبات الأمنية التقليدية تقريبا. وعلى سبيل المثال في عام 1991 كان فاكلاف هافيل الذي كان شخصية بارزة في المقاومة المدنية في تشيكوسلوفاكيا الشيوعية من تأسيس الميثاق 77 إلى الثورة المخملية في عام 1989 بصفته الجديدة كرئيس للجمهورية الاتحادية التشيكية والسلوفاكية أشاد بالناتو التحالف.[36] وفي 12 مارس 1999 أصبحت الجمهورية التشيكية إلى جانب بولندا وهنغاريا عضوا في منظمة حلف شمال الأطلسي.

## مقترحات للدفاع عن طريق المقاومة المدنية
وقد أدى وعد المقاومة المدنية كوسيلة لمعارضة الحكم القمعي إلى العديد من المقترحات بأن البلدان قد تعتمد كليا أو جزئيا على المقاومة المدنية كوسيلة للدفاع ضد الهجوم الخارجي (على سبيل المثال: الغزو) والاستيلاء الداخلي (مثال: انقلاب). وفي بعض الأحيان ينظر إلى الاستعدادات لمثل هذه المقاومة على أنها يمكن أن تساعد على ردع هذه التهديدات في المقام الأول. وقد استخدمت مصطلحات مختلفة لوصف سياسة الاعتماد على مثل هذا العمل غير العسكري من قبل مجتمع أو مجموعة اجتماعية أو الظاهرة العامة للحملات المستمرة على نطاق البلاد ضد الهجوم الخارجي أو الحكم الديكتاتوري. هذه المصطلحات - وكلها شبه مرادفات - تشمل «الدفاع عن طريق المقاومة المدنية» و «الدفاع غير العنيف» و «الدفاع المدني» و «الدفاع المدني» و «الدفاع الاجتماعي» لمزيد من المعلومات والإشارات إلى بعض المؤلفات ذات الصلة.

## مصطلح «المقاومة المدنية»: مزايا ومخاوف

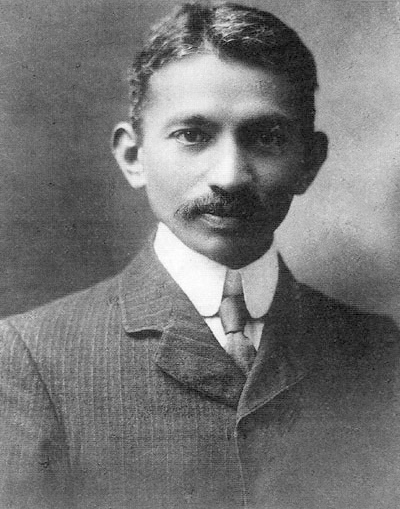
مهاتماغاندي في جنوب أفريقيا في حوالي 1906-1909. وفي إشارة إلى سنواته هناك كتب في وقت لاحق: «... وجدت أن العصيان المدني حتى فشل في التعبير عن المعنى الكامل للنضال ولذلك اعتمدت عبارة» المقاومة المدنية ".

هذا المصطلح ليس جديدا استخدمه غاندي في العديد من كتاباته. في عام 1935 كتب: ". وجدت أن العصيان المدني حتى فشل في نقل المعنى الكامل للنضال ولذلك اعتمدت المقاومة المدنية ". وهو مرادف للمقاومة اللاعنفية والعصيان المدني الناس السلطة وساتياغراها. في حين أن كل من هذه المصطلحات له استخداماته ودلالاته «المقاومة المدنية» هو مصطلح واحد مناسب لاستخدامها في الحالات التي تكون فيها المقاومة ذات نوعية مدنية تتعلق بمجتمع ككل حيث لا ينطوي الفعل المعني بالضرورة على العصيان بل ينطوي بدلا من ذلك على دعم قواعد مجتمع ضد المغتصبين؛ حيث لا يستند قرار عدم استخدام أساليب العنف إلى فلسفة عامة للاعنف ولكن على مجموعة واسعة من الاعتبارات الاحترازية والأخلاقية والقانونية؛ وحيث توفر البنية التحتية التقنية والاتصالات للمجتمعات المدنية الحديثة وسيلة لتنظيم المقاومة. وبسبب هذه الاعتبارات استخدم هذا المصطلح في هذا القرن في العديد من التحليلات في المجلات الأكاديمية. "
ما هي بالضبط مزايا مصطلح «المقاومة المدنية» على أنها متميزة عن مرادفاتها شبه المترادفة «العمل غير العنيف» و «المقاومة غير العنيفة»؟ كل هذه الشروط لها مزايا وتشير إلى حد كبير نفس الظواهر وفي الواقع هناك تاريخ طويل في العديد من اللغات لاستخدام مجموعة واسعة من المصطلحات لوصف هذه الظواهر وقد استخدم مصطلح «المقاومة المدنية» بصورة متزايدة لسببين رئيسيين:
1. ويؤكد على الأهداف الإيجابية (الأهداف المدنية؛ والمشاركة الواسعة للمجتمع المدني؛ والمدنية باعتبارها متميزة عن السلوك غير المدني) بدلا من السلبية (تجنب استخدام العنف).
2. وهو ينقل، على نحو أكثر فعالية ربما من مصطلحات مثل «المقاومة السلمية» أن تجنب الحركة للعنف في السعي وراء قضية معينة لا يرتبط بالضرورة إلى الاعتقاد العام في «اللاعنف» في جميع الظروف ولا لفلسفة «الغاندية» بل ينبع من القيم والظروف الخاصة للمجتمع المعني.

وكانت هناك مخاوف من أن مصطلح «المقاومة المدنية» قد يساء استخدامه في بعض الأحيان أو على الأقل يمتد بطريقة مثيرة للجدل إلى حد كبير ليشمل أعمال العنف ومن ثم فإن أحد المراقبين المشاركين الذي ينشأ عن التجربة في إطار الحركة المناهضة للعولمة، شهد «أشكالا جديدة من المقاومة المدنية» على أنها مرتبطة بإشكالية مشكوك فيها في التزام سبق تقاسمه على نطاق أوسع بالحفاظ على الانضباط غير العنيف. وبسبب هذه المخاوف فإن أولئك الذين استخدموا مصطلح «المقاومة المدنية» يميلون إلى التأكيد على طابعه غير العنيف واستخدامه بالإضافة إلى - وليس بدلا من - مصطلحات مثل «المقاومة غير العنيفة».

## الفهرس
- Bartkowski, Maciej J. (ed.), Recovering Nonviolent History: Civil Resistance in Liberation Struggles, Lynne Rienner, Boulder, Colorado, 2013. (ردمك 978-1-58826-895-2).
- Carter, April, Howard Clark and Michael Randle (eds.), A Guide to Civil Resistance: A Bibliography of People Power and Nonviolent Protest, vol. 1, Green Print/Merlin Press, London, 2013. (ردمك 978-1-85425-108-4). See also vol. 2, Merlin Press, 2015. (ردمك 978-1-85425-113-8).
- إيريكا تشينويث and Maria J. Stephan, Why Civil Resistance Works: The Strategic Logic of Nonviolent Conflict, Columbia University Press, New York, 2011. (ردمك 978-0-231-15682-0) (hardback). In August 2012 this book won the Woodrow Wilson Foundation Award, given annually by the American Political Science Association for the best book on government, politics, or international affairs published in the US during the previous calendar year.
- Clark, Howard, Civil Resistance in Kosovo, Pluto Press, London, 2000. (ردمك 0-7453-1574-7) (hardback).
- Doudouet, Véronique, Civil Resistance and Conflict Transformation: Transitions from Armed to Nonviolent Struggle, Routledge, Abingdon, 2015. (ردمك 9781138120143) (paperback).
- شبلي ملاط (سياسي), Philosophy of Nonviolence: Revolution, Constitutionalism, and Justice beyond the Middle East, Oxford University Press, New York, 2015. (ردمك 978-0-19-939420-3) (hardback).
- Nepstad, Sharon Erickson, Nonviolent Revolution: Civil Resistance in the Late 20th Century, Oxford University Press, New York, 2011. (ردمك 978-0-19-977821-8).
- Randle, Michael, Civil Resistance, Fontana, London, 1994. (ردمك 0-586-09291-9).
- آدم روبرتس، Civil Resistance in the East European and Soviet Revolutions نسخة محفوظة 13 ديسمبر 2012 على موقع واي باك مشين. (PDF available), Albert Einstein Institution, Cambridge, Mass., 1991. (ردمك 1-880813-04-1).
- آدم روبرتس and تيموثي غارتون آش (eds.), Civil Resistance and Power Politics: The Experience of Non-violent Action from Gandhi to the Present, Oxford University Press, Oxford, 2009. (ردمك 978-0-19-955201-6) (hardback); (ردمك 978-0-19-969145-6) (paperback, 2011). US edition. On Google. Reviews available at Oxford University Research Project on Civil Resistance and Power Politics.
- آدم روبرتس، Michael J. Willis, Rory McCarthy and تيموثي غارتون آش (eds.), Civil Resistance in the Arab Spring: Triumphs and Disasters, Oxford University Press, Oxford, 2016. (ردمك 978-0-19-874902-8). US edition.
- Schock, Kurt, Civil Resistance Today, Polity Press, Cambridge, UK, 2015. (ردمك 9780745682662).
- جين شارب، Sharp's Dictionary of Power and Struggle: Language of Civil Resistance in Conflicts, Oxford University Press, New York, 2011. (ردمك 978-0-19-982989-7) (hardback); (ردمك 978-0-19-982988-0) (paperback).

أعمال أخرى تتعلق بالموضوع
- Ackerman, Peter and Jack DuVall, A Force More Powerful: A Century of Nonviolent Conflict, Palgrave, New York, 2000. (ردمك 0-312-24050-3) (paperback).
- Ackerman, Peter and Christopher Kruegler, Strategic Nonviolent Conflict: The Dynamics of People Power in the Twentieth Century, Praeger, Westport, Connecticut, 1994. (ردمك 0-275-93916-2) (paperback).
- Carter, April, People Power and Political Change: Key Issues and Concepts, Routledge, London, 2012. (ردمك 978-0-415-58049-6).
- Chakrabarty, Bidyut, ed., Nonviolence: Challenges and Prospects, Oxford University Press India, New Delhi, 2014. (ردمك 9780198090380).
- Davies, Thomas Richard, "The failure of strategic nonviolent action in Bahrain, Egypt, Libya and Syria: ‘political ju-jitsu’ in reverse", Global Change, Peace and Security, vol. 26, no. 3 (2014), pp. 299–313. ISSN 1478-1158.
- Gee, Tim, Counterpower: Making Change Happen[وصلة مكسورة], New Internationalist, Oxford, 2011. (ردمك 978-1-78026-032-7).
- Howes, Dustin Ells, Freedom Without Violence: Resisting the Western Political Tradition, Oxford University Press, New York, 2016. (ردمك 9780199336999).
- King, Mary E., A Quiet Revolution: The First Palestinian Intifada and Nonviolent Resistance, Nation Books, New York, 2007. (ردمك 1560258020).
- Nepstad, Sharon, Nonviolent Struggle: Theories, Strategies, and Dynamics, Oxford University Press, New York, 2015. (ردمك 9780199976041).
- Pearlman, Wendy, Violence, Nonviolence and the Palestinian National Movement, Cambridge University Press, Cambridge, 2011. (ردمك 110700702X).
- آدم روبرتس، ed., The Strategy of Civilian Defence: Non-violent Resistance to Aggression, Faber, London, 1967. (Also published as Civilian Resistance as a National Defense, Stackpole Books, Harrisburg, USA, 1968; and, with a new Introduction on "Czechoslovakia and Civilian Defence", as Civilian Resistance as a National Defence, Penguin Books, Harmondsworth, UK, and Baltimore, US, 1969. (ردمك 0-14-021080-6).)
- Schock, Kurt, Unarmed Insurrections: People Power Movements in Nondemocracies, University of Minnesota Press, Minneapolis, 2005. (ردمك 978-0-8166-4193-2).
- Semelin, Jacques, Unarmed Against Hitler: Civilian Resistance in Europe, 1939–1943, Praeger, Westport, Connecticut, 1993. (ردمك 0-275-93961-8).
- Semelin, Jacques, La Liberté au Bout des Ondes: Du Coup de Prague à la Chute du Mur de Berlin, Nouveau Monde, Paris, 2009. (ردمك 978-2-84736-466-8).
- Semelin, Jacques, Face au Totalitarisme: La Résistance Civile, André Versaille, Brussels, 2011. (ردمك 978-2-87495-127-5).
- جين شارب، The Politics of Nonviolent Action, Porter Sargent, Boston, 1973. (ردمك 0-87558-068-8). Also in a 3-volume edition. (ردمك 0-87558-070-X).
- جين شارب and others, Waging Nonviolent Struggle: 20th Century Practice and 21st Century Potential, Porter Sargent, Boston, 2005. (ردمك 978-0-87558-161-3).
- Stephan, Maria J. (ed.), Civilian Jihad: Nonviolent Struggle, Democratization, and Governance in the Middle East, Palgrave Macmillan, New York, 2009. (ردمك 978-0-230-62141-1) (paperback).
- Vinthagen, Stellan, A Theory of Nonviolent Action: How Civil Resistance Works, Zed Books, London, 2015. (ردمك 9781780325156) (paperback).

## روابط خارجية
- Albert Einstein Institution, East Boston, Massachusetts
- CivilResistance.info, founded by the late Howard Clark, and run by a team of volunteers
- International Center for Nonviolent Conflict (ICNC), Washington DC
- Jack DuVall, "Civil resistance and the language of power", 19 November 2010 at openDemocracy.net
- Hardy Merriman, The trifecta of civil resistance: unity, planning, discipline, 19 November 2010 at openDemocracy.net
- openDemocracy website - civilResistance pages
- Oxford University Research Project on Civil Resistance and Power Politics نسخة محفوظة 31 مارس 2017 على موقع واي باك مشين.
- Stellan Vinthagen, People power and the new global ferment, 15 November 2010 at openDemocracy.net